# Emmanuelle Arsan

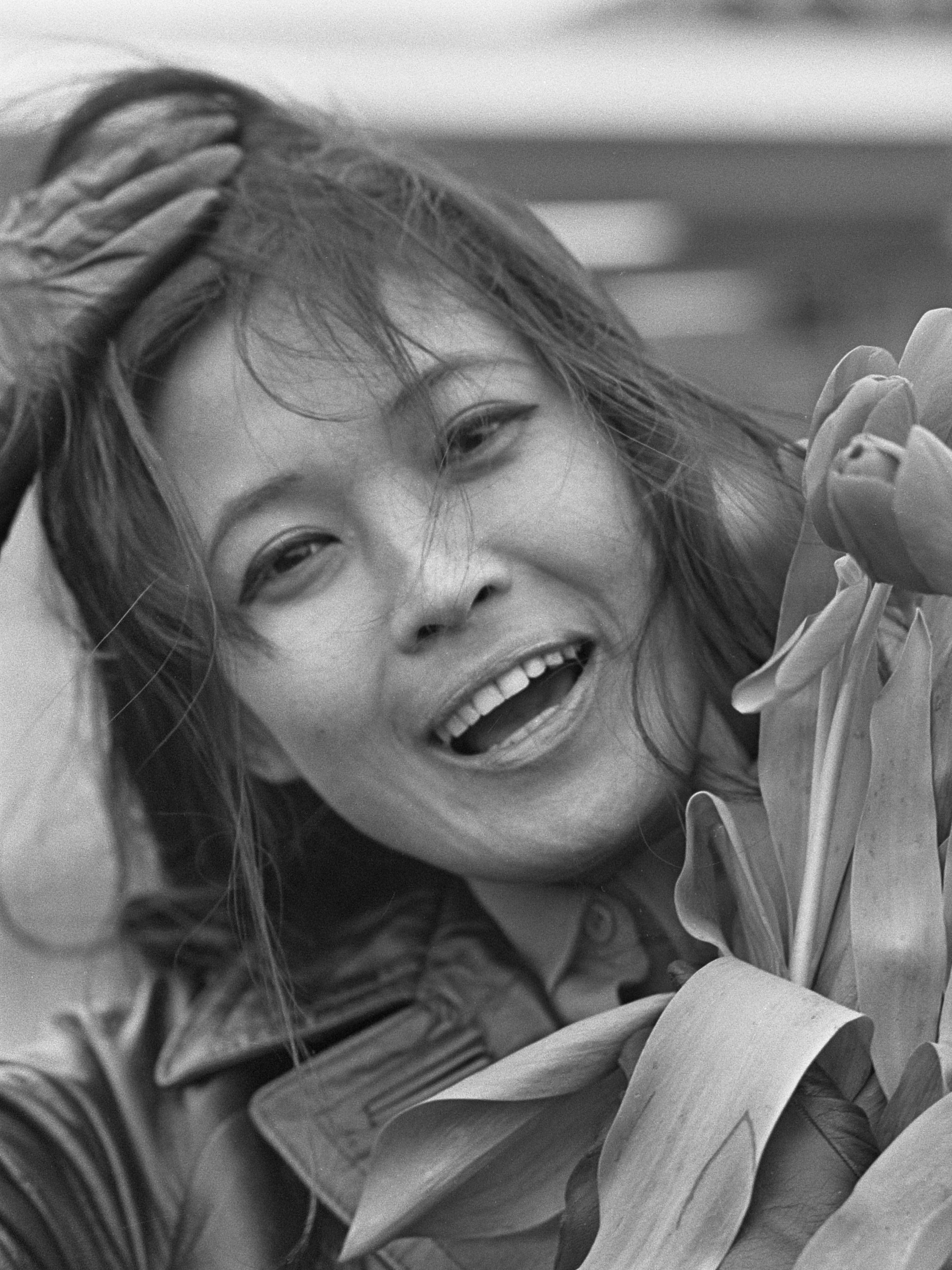
Emmanuelle Arsan (1967)

Emmanuelle Arsan (* 1932 in Bangkok; eigentlich Marayat Rollet-Andriane, geborene Bibidh, thailändisch มารยาท พิพิธวิรัชชการ, RTGS Marayat Phiphitwiratchakan; † Juni 2005) war eine französische Schriftstellerin thailändischer Herkunft, die als Autorin der Emmanuelle-Romane sowie der nach diesen Romanen gedrehten Filme weltweit bekannt wurde. Nach ihrem Tod wurde ihre Autorschaft in Frage gestellt; in Wahrheit soll ihr Mann, der Diplomat Louis-Jacques Rollet-Andriane, der Autor gewesen sein.

## Leben
Sie wurde als Marayat Bibidh in Bangkok geboren. Im Alter von 16 (anderen Quellen zufolge 20) Jahren heiratete sie den französischen UNESCO-Diplomaten Louis-Jacques Rollet-Andriane.
Die ersten beiden Romane der Emmanuelle-Serie wurden 1959 und 1960 im Pariser Verlag von Eric Losfeld verlegt. Die Romane wurden ein großer Erfolg, obwohl sie auf Grund der Zensurvorschriften nicht beworben werden durften. 1967 und 1968 erfolgte eine offizielle Neuauflage, der weitere Bände der Serie und auch andere Bücher der Autorin folgten. Die ab den 1970er-Jahren gedrehten Emmanuelle-Filme machten die Autorin endgültig bekannt.
Als Marayat Andriane spielte sie in dem Film Kanonenboot am Yangtse-Kiang (OT: The Sand Pebbles, 1966, mit Steve McQueen) eine Nebenrolle. 1967 war sie auch in einer Episode der Western-Fernsehserie Big Valley zu sehen. 1975 führte sie bei der Verfilmung ihres eigenen Romans Laura (OT: Laure) Regie und spielte auch selbst mit.

## Fragliche Autorschaft
Der Produzent des Films Laura, Ovidio G. Assonitis, behauptete im Jahr 2007, dass die Bücher und Filmskripte nicht von Marayat Rollet-Andriane, sondern von ihrem Ehemann Louis-Jacques Rollet-Andriane geschrieben worden seien; dieser habe auch bei Laure Regie geführt. Ursprünglich habe er die seinerzeit schockierenden Bücher unter einem Pseudonym veröffentlicht, um seine Diplomatenkarriere nicht zu gefährden, später habe dann seine Frau die Rolle der Emmanuelle Arsan angenommen. Assonitis beschreibt Louis-Jacques Rollet-Andriane als „sehr intellektuell“, aber auch als einen „sehr seltsamen Typ“; er sei ein „sexueller Maniker, allerdings mehr im geistigen als im praktischen Sinne.“

## Werke (Originalausgaben)
- Emmanuelle – Eric Losfeld (klandestine Ausgabe), 1959, 308 S.
- Emmanuelle L’Anti-vierge – Eric Losfeld (klandestine Ausgabe), 1960, 356 S.
- Emmanuelle Livre 1 – La leçon d’homme – Paris, Eric Losfeld, Le Terrain Vague, 1967, 232 S.
- Emmanuelle Livre 2 – L’anti-vierge – Paris, Eric Losfeld, Le Terrain Vague, 1968, 296 S.
- Epître à Paul VI (Lettre ouverte au pape, sur la pilule) – Paris, Eric Losfeld, 1968
- Emmanuelle Livre 3 – Nouvelles de l’érosphère – Paris, Eric Losfeld, Le Terrain Vague, 1969, 215 S.
- Dessins érotiques de Bertrand vol. 1 - Pistils ou étamines, une liesse promise – Paris, Eric Losfeld, 1969
- Dessins érotiques de Bertrand vol. 2 – Paris, Eric Losfeld, 1971
- Mon "Emmanuelle", leur pape, et mon Eros – Paris, Christian Bourgeois, 1974, 219 S.
- Emmanuelle Livre 4 – L’hypothèse d’Eros – Paris, Filipacchi, 1974, 287 S.
- Emmanuelle Livre 5 – Les enfants d’Emmanuelle – Paris, Opta, 1975, 317 S.
- Laure – Paris, Pierre Belfond, 1976, 312 S.
- Néa – Paris, Opta, 1976, 264 S.
- Toute Emmanuelle – Paris, Pierre Belfond, 1978, 224 S.
- Vanna – Paris, Pierre Belfond, 1979, 315 S.
- Emmanuelle à Rome – Toulouse, Livre d’Oc, 1979, 280 S.
- Une nuit (Sainte louve) – Paris, Pierre Belfond, 1983, 352 S.
- Les soleils d’Emmanuelle – Paris, Pierre Belfond, 1988, 264 S.
- Emmanuelle – Paris, Robert Lafond, 1988. Version définitive
- Les Débuts dans la vie – Paris, Le Grand Livre du mois, 1989, 191 S.
- Valadié – Paris, Editions Lignes, 1989, 190 S.
- Chargée de mission – Paris, Pierre Belfond, 1991, 201 S.
- Bonheur – Les Cahiers de l’Egaré, 1993, 91 S.
- Aurélie – Paris, Pierre Belfond, 213 1994, S.
- La siamoise nue – Paris, Le Cercle, 2003, 552 S.